# Ro Theater
Het Ro Theater is een voormalig Nederlands toneelgezelschap. Het was een van de drie grote Nederlandse toneelgezelschappen en was gevestigd in Rotterdam.

## Geschiedenis
De voorstellingen van het Ro Theater gingen in première in de Rotterdamse Schouwburg of in het eigen Ro Theater in Rotterdam. Het gezelschap reisde langs schouwburgen en vlakke-vloertheaters in Nederland en de internationale podia. Naast klassiek repertoire, de nieuwe stukken en familievoorstellingen ontwikkelde het gezelschap stadsprojecten en locatietheater. Ro Theater stond voor Rotterdams Onafhankelijk theater.
In opdracht van RTV Rijnmond werd in 2008 in samenwerking met het Ro Theater RO TV uitgezonden, een serie van 21 documentaires.
In januari 2017 ging de organisatie op in het nieuwe Theater Rotterdam.

## (Gast)acteurs
Elias Arens, Sarah Bannier, Jacqueline Blom, Daan Colijn, Marc De Corte, Beppe Costa, Goele Derick, Nasrdin Dchar, Arjan Ederveen, Yahya Gaier, Cees Geel, Herman Gilis, Sanne den Hartogh, Marjolijn van Heemstra, Maarten Heijmans, Judith Hofmann, Remy Jacobs, Miquel de Jong, Tom van Kalmthout, Wart Kamps, Gonca Karasu, Sadettin Kirmiziyüz, Alex Klaasen, Paul R. Kooij, Mark Kraan, Keja Klaasje Kwestro, Steyn de Leeuwe, Hans Löw, Hannah van Lunteren,  Annet Malherbe, Gijs Naber, Rogier Philipoom, Meral Polat, Guido Pollemans, Sylvia Poorta, Bright Omansa Richards, Bart Rijnink, Esther Scheldwacht, Bart Slegers, Anneke Sluiters, Lukas Smolders, Fania Sorel, Maartje Teussink, Raymond Thiry, Dick van den Toorn, Mariana Aparicio, Remko Vrijdag, Stefan de Walle, Steven Van Watermeulen, Jack Wouterse.